# Seznam motorů Suzuki
Toto je seznam motorů vytvořených firmou Suzuki.

## Řadové dvouválce
Suzulight SF Series – 360 cm³, dvoutaktní, chlazený vzduchem
- 1955–1959 Suzulight SF
- 1959–1963 Suzulight 360TL / Van 360 (TL)
- 1962–1963 Suzulight Fronte TLA

FB Serie – 359 cc (21,9 cu in) 2 taktní
- Suzuki FB engine – chlazený vzduchem
- Suzuki FE/FE2 engine – chlazený vzduchem
- Suzuki L50 engine – chlazený vodou
- Suzuki L60 engine – chlazený vodou 466 cm³, 2 taktní

FC (prototyp) – 360 cm³, 2 taktní
Tento prototyp vyvinul 25 koní při 6000 otáčkách za minutu.

## Řadové tříválce

### LC engine

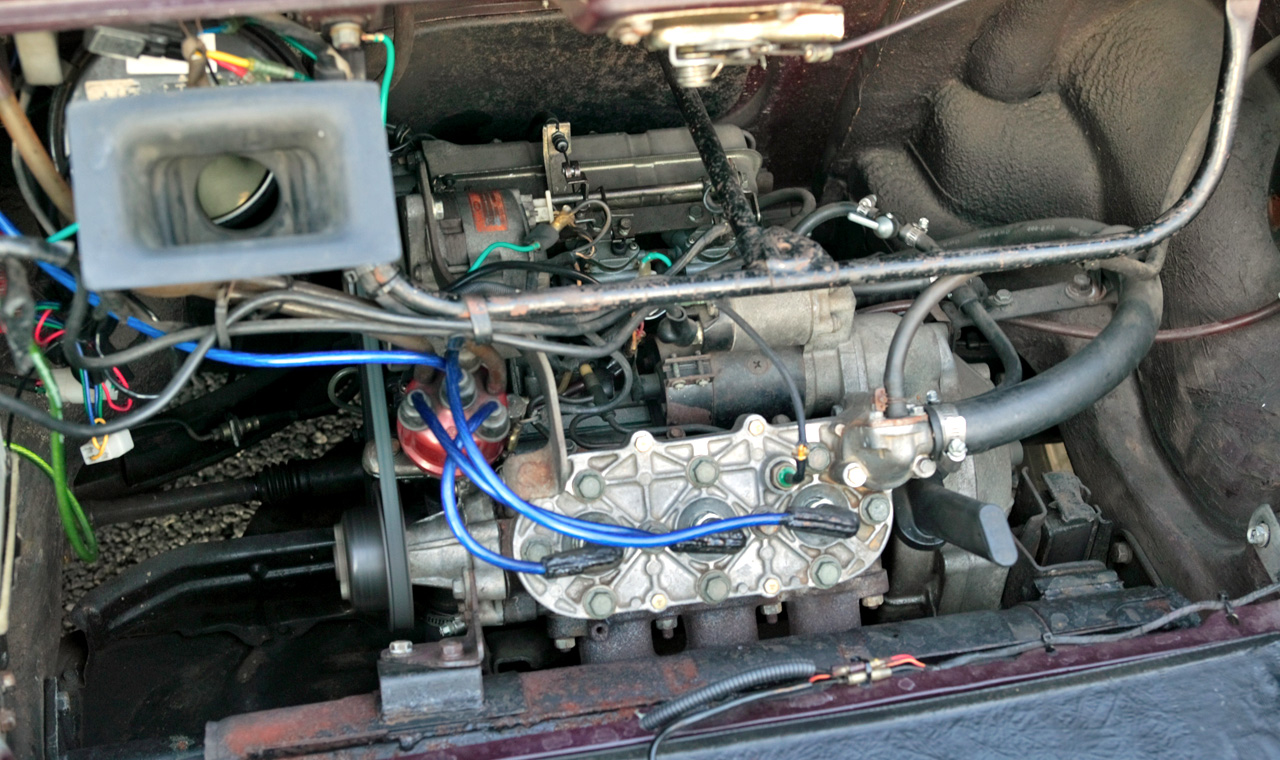
LC10W three-cylinder engine in Fronte Coupé

- Suzuki LC engine — 2taktní
  - LC10 — 356 cm³, chlazený vzduchem
  - LC10W/LC20 — 356 cm³, chlazený vodou
  - LC50 — 475 cm³, chlazený vzduchem
  - T4A engine — 443 cm³, 2taktní

### FB engine
- Suzuki T5/LJ50 engine — 539 cm³, 2taktní.

### F engine

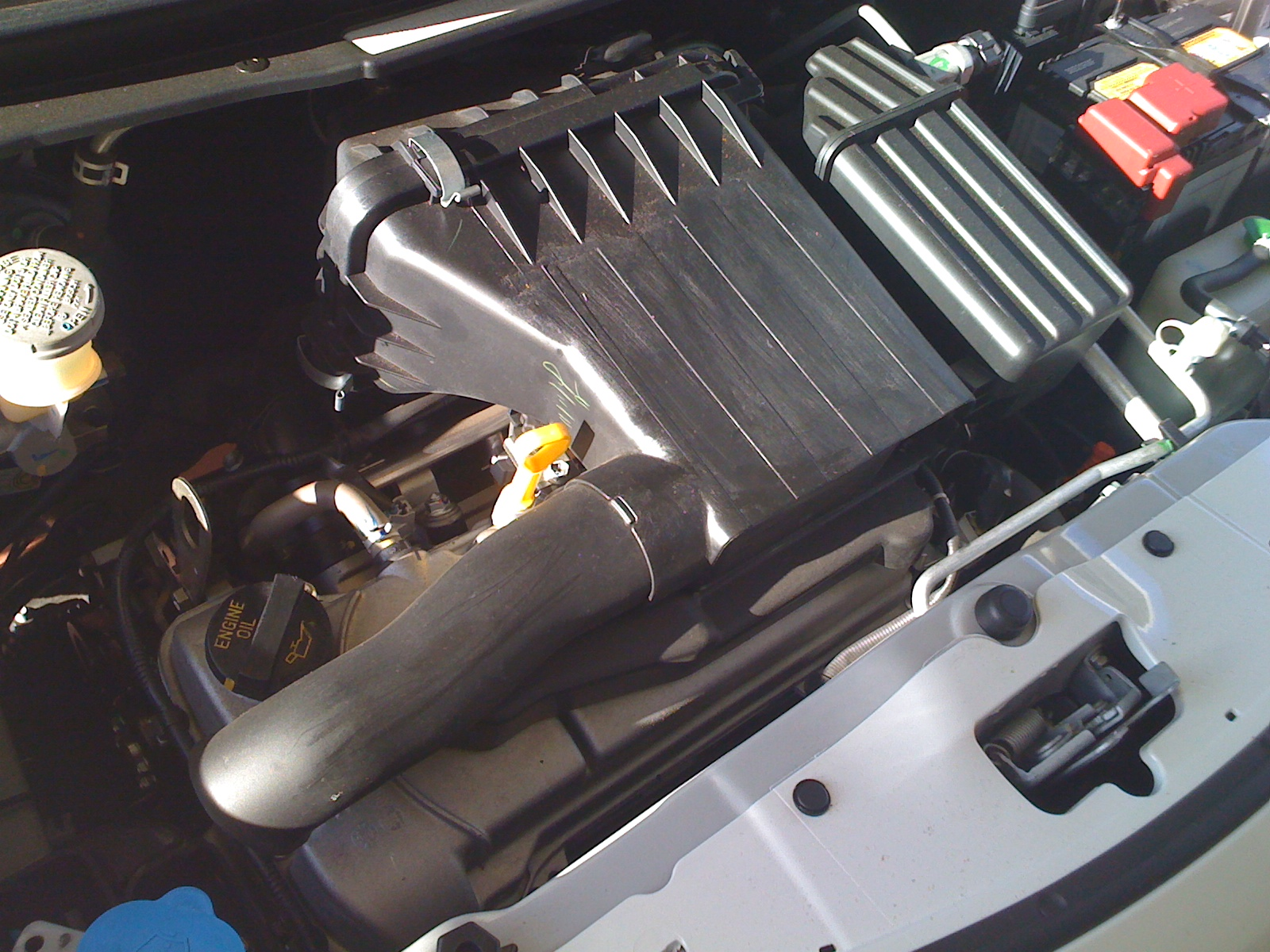
Suzuki K10B in a 2010 Suzuki Alto

- Suzuki F engine — 0.5–0.8 L
  - F5A — 543 cm³, tříválcová verze motoru F8A.
    - 1980–1984 Suzuki Alto/Fronte SS40S/V
    - 1984.09–1988.09 Suzuki Alto CA/CC71, CA/CC72
    - 1980.09–1989.10 Suzuki Carry/Every ST40/41, DA/DB71
    - 1982–1988 Suzuki Cervo SS40C
    - 1984.09–1988.09 Suzuki Fronte CB71, CB/CD72
    - 1986.01–1990.03 Suzuki Jimny JA71
    - 1983–1988 Suzuki Mighty Boy SS40T

  - F5B — 547 cm³
    - 1988.02–1990.05 Suzuki Cervo
    - 1988.10–1990.03 Suzuki Alto CL/CM/CN/CP11
    - 1988.10–1989.04 Suzuki Fronte CN/CP11
    - 1989.05–1990.03 Suzuki Carry/Every DA/DB41
    - 1989.10–1990.02 Autozam Carol AA5PA/AA5RA

  - F6A — 657 cm³, také vznikla čtyřválcová verze (F6B)
    - 1990.03–1994.11 Suzuki Alto / Alto Hustle
    - 1994.11–1998.10 Suzuki Alto HA/HB/HC/HD11
    - 1998.10–2000.12 Suzuki Alto HA12 / Mazda Carol
    - Suzuki Cappuccino EA11R
    - Suzuki Cara
    - Suzuki Carry
    - 1990.07–1998.10 Suzuki Cervo Mode CN/CP21S, CN/CP22S
    - Suzuki Every
    - 1995–1998 Suzuki Jimny JA12

  - F8B — 796 cm³
    - 1981.07–1984 Suzuki Alto SS80
    - 1984–1994 Suzuki Alto SB308
    - Daewoo Tico/Fino
    - Maruti 800
    - 1984–nyní Maruti Omni
    - Mehran 800
    - 1983–2009 Suzuki Bolan ST308

  - F8C — 796 cm³
    - Daewoo Tico/Fino
    - 1991–nyní Daewoo Damas/Labo/Attivo

  - F8D — 796 cm³, SOHC, 12 ventil
    - Maruti 800, Maruti Alto

### C engine
- Suzuki C engine — 2taktní
  - C10 785 cm³
    - 1965.12–1969.10 Suzuki Fronte 800

  - C20 1100 cm³

### G engine
- Suzuki G engine — 993 cm³
  - G10
  - G10T — turbo
    - Suzuki Cultus/Forsa / Chevrolet Turbo Sprint / Pontiac Firefly

### K engine
- Suzuki K engine — 0.7–1.0 L
  - K6A — 658 cm³
    - 1994.11–1998.10 Suzuki Alto Works HA21/HB21
    - 1998.10–2005.01 Suzuki Alto HA22/23 / Mazda Carol
    - 2004.09–2009.12 Suzuki Alto HA24
    - 2009.12–nyní Suzuki Alto HA25
    - Suzuki Cappuccino EA21R
    - 1995–1998 Suzuki Jimny JA22
    - 1998–nyní Suzuki Jimny JB23
    - 1997–2001 Suzuki Wagon R
    - 2013–nyní Caterham 7

  - K10B — 998 cm³, DOHC, 12 ventil
    - 2009–nyní Suzuki Alto/Celerio/A-Star/Suzuki Splash[1]
    - 2009–nyní Nissan Pixo
    - 2010–nyní Maruti Suzuki Wagon R
    - Suzuki K-Next engine — 998 cm³, DOHC, 12 ventil

  - K10C — 998 cm³, DOHC, 12 ventil

### R engine
- R engine
  - R06A — 658 cm³

## Řadové čtyřválce

### F engine
- Suzuki F engine — 0.7–1.1 L I4
  - F6B — 0.7 L (658 cm³) DOHC 16 ventil.
    - Suzuki Cervo Mode CN31S/CP31S/CN32S/CP32S

  - F8A — 0.8 L (797 cm³) SOHC - První čtyřtaktní motor pro auta od Suzuki.
    - 1977–1981 Suzuki Jimny 8 (SJ20)
    - 1977– Suzuki Carry ST80
    - 1983– Suzuki Carry ST90
    - Suzuki Carry SK408
    - Suzuki Cervo (Chile)
    - 1991–nyní Daewoo Damas/Lobo

  - F10A — 1.0 L (970 cm³)
    - 1979–1982 Suzuki SC100
    - 1982–1985 Suzuki Jimny 1000/SJ410/Samurai 1.0
    - 1983– Suzuki Carry ST100
    - Suzuki Super Carry, Bedford Rascal, Vauxhall Rascal, Ford Pronto, and Holden Scurry.
    - Suzuki Cultus/Swift/Forsa SF410
    - 2000–2012 Suzuki Alto RA410 (Pakistan)
    - Maruti 1000 (Indie)

- - F10D — 1.1 L (1061 cm³)
    - Suzuki/Maruti Alto
    - Suzuki Wagon R
    - Maruti Wagon R, Maruti Zen Estilo (Indie)

### G engine
- Suzuki G engine — 1.0–1.8 L
  - G10B — 1.0 L (993 cc) SOHC 16 ventil
    - Maruti Zen

  - G12 — 1.2 L (1196 cc) SOHC 16 ventil
    - Maruti Eeco

  - G13A or G13BA — 1.3 L (1324 cm³) SOHC 8 ventil
  - G13B or G13K — 1.3 L (1298 cm³) DOHC 16 ventil
  - G13BB — 1.3 L (1298 cm³) SOHC 16 ventil
  - G15A — 1.5 L (1493 cm³) SOHC 16 ventil
  - G16A — 1.6 L (1590 cm³) SOHC
  - G16B — 1.6 L (1590 cm³) SOHC 16 ventil
  - G16ID — 1.6 L (1590 cm³) DOHC Vícebodové vstřikování.
    - 2005 Suzuki APV

  - G18K — 1.8 L DOHC 16-valve

- GM Daewoo D-TEC — 2.0 L (1998 cm³) DOHC 16 ventil
  - Suzuki Forenza
  - Suzuki Reno

### J engine
- J18 — 1.8 L DOHC 16 ventil, Nepřímé vstřikování
  - 1998–2002 Suzuki Esteem
  - 1998–2000 Suzuki Escudo, Vitara

- J20 — 2.0 L DOHC 16 ventil
  - 1 983 cc (121,0 cu in) DOHC 16-valve, Vícebodové vstřikování
  - 9.7:1 kompresní poměr
  - 127 koní (95kw) při 6000 ot/min.
  - 182Nm při 3000 ot/min.
    - 1999–2002 Suzuki Escudo, Vitara, Sidekick
    - Suzuki Aerio
    - Suzuki SX4

- J24B — 2.4 L DOHC 16 ventil
  -     - 2006–nyní Grand Vitara III
    - 2010–nyní Suzuki Kizashi

### K engine
- Suzuki K engine — 1.0–1.6 L
  - K10A — 996 cm³ DOHC 16 ventil, Později s turbodmychadlem.kompresní poměr 8:4:1.
  - Verze s turbem: 74 kW při 6500 ot/min. a 122 Nm při 3000 ot/min.
  - Bez turba: 51 kW (70 koní). Lidé si ho dávali do podomácku vyrobených vznášedel.
    - 1997–2000 Suzuki Wagon R.

  - K12M — 1.2 L (1197 cm³) DOHC 16 ventil, 62Kw Proměnné časování ventilů
    - Maruti Ritz, Suzuki Splash, Maruti Swift, Maruti DZiRE

  - K12A — 1.2 L DOHC 16 ventil, 51Kw
    - 1998– Suzuki Wagon R+

  - K12B — 1.2 L (1242 cm³) DOHC 16 ventil, Proměnné časování ventilů
    - 2009– Suzuki Splash[1]
    - 2010– Suzuki Swift
    - Suzuki Liana

  - K14B — 1.4 L (1372 cc) (73.0 x 82.0 mm) DOHC 16 ventil, 70Kw
    - Changhe Ideal
    - Changhe Landy
    - Suzuki Liana
    - Changhe
    - Suzuki Ertiga
    - 2010– Suzuki Swift (třetí generace)
    - 2014– Maruti Suzuki Ciaz

### M engine
- Suzuki M engine —1.3–1.8 L
  - M13A — 1.3 L (1328 cm³) DOHC, 16 ventil, Proměnné časování ventilů
    - Suzuki Ignis
    - 2000– Suzuki Jimny Wide/Sierra
    - Suzuki Swift (druhá generace)

  - M15A — 1490 cm³, DOHC, 16 ventil, Proměnné časování ventilů
    - Suzuki Ignis (99 koní)
    - Suzuki Swift - Druhá generace (101Koní)
    - Suzuki Ignis Sport 2003

  - M16A — 1586 cm³, DOHC, 16 ventil, Proměnné časování ventilů
    - Suzuki Liana (109 koní)
    - Suzuki Swift Sport - Druhá generace (125 koní)
    - 2010– Suzuki Swift Sport - Třetí generace (136 koní)

  - M18A — 1796 cm³, DOHC, 16 ventil, Proměnné časování ventilů
    - Suzuki Liana GS 2004 (Austrálie) (125 koní)

## Řadové šestiválce
- GMDAT — 2.5 L (2492 cm³), DOHC, 24 ventil
  - Suzuki Verona

## Vidlicové šestiválce
- Suzuki H engine — 2.0–2.7 L 60° 24-ventil
  - H20A — 2.0 L (1,998 cm³)
  - H25A — 2.5 L (2,495 cm³)
  - H27A — 2.7 L (2,736 cm³)
- HFV6 — 60° DOHC 24-ventil V6
  - 3.6 L
    - 2007– Suzuki XL7

  - 3.2 L
    - Suzuki Escudo